# تيلوميرات فرعية

## التركيب
التيلوميرات هي تركيبات للحمض النووي البروتيني تتواجد في أطراف الصبغيات حقيقيات النوى، والتي تمنعها من التحلل واندماج النهايات الصبغية بعضها ببعض. وغالبًا ما تصف مقررات علم الأحياء التقديمية التيلوميرات بأنها نوع من أنواع اللدائن الصبغية. ويتكون الحمض النووي التيلوميري في أغلب الفقاريات من تكرارات (TTAGGG)n الطويلة ذات الأطوال المتباينة التي تتراوح بين 3–20 kb. بينما التيلوميرات الفرعية هي عبارة عن تقسيمات للحمض النووي بين القمم التيلوميرية و[الكروماتين]. ومن ثم، فإن لكل صبغ تيلوميرين فرعيين يتجاوران بشكل مباشر مع تكرارات (TTAGGG)n الطويلة وتحتوي أيضًا على امتدادات متكررة من الحمض النووي. وتعد التيلوميرات الفرعية أكثر المناطق بعدًا (أبعد من السنترومير) في الحمض النووي الفريد للصبغي. كما تعتبر نظامًا متحركًا ومعقدًا، ولا يزال غير مفهوم بشكل كامل حتى الآن. وبناءً على النهج الهيكلي، فإن العناصر البنيوية للمنطقة التيلوميرية الفرعية للصبغي تعد تسلسلًا للنُوكْلِيُوتيد بطبيعة مختلفة، غالبًا ما تكون امتدادات متكررة من الحمض النووي (التكرارات التيلوميرية الفرعية، Srpts) :
- التضاعف القطعي
- السواتل
- التسلسلات الشبيهة بتسلسل (TTAGGG)n

## الخصائص
تتحمل البنية التي تتشكل من تسلسلات تكرارية مسئولية أحداث التضاعف المتواتر (التي تقوم بإنشاء جين جديد) وأحداث إعادة الاتحاد في أصل تباين التوليف. وتعد هذه الخصائص بمثابة الآليات التي تولد التباين في الميزان الشخصي ومن ثم تُسهم في تكييف الكائنات الحية مع بيئاتهم.

## تباين التيلومير الفرعي
يرجع تنوع المناطق التيلوميرية الفرعية إلى تنوع الحادث في (Srpts)، وذلك بسبب إعادة اتحاد الامتدادات الطويلة المحددة بواسطة التسلسلات شبيهة تسلسل (TTAGGG)n، والتي تعلب دورًا مهمًا في إعادة الاتحاد وعملية النسخ. ويتغير كل من النمط الفردي (أو تحويل الجينات المتتابعة) والفروق الطولية من شخص لآخر.

## الصور التيلوميرية الفرعية
تعتبر الصور التيلوميرية الفرعية جينات كاذِبة (الجين المنقول هو المسئول عن إنتاج تسلسل الحمض الريبي النووي الذي لا يتحول إلى بروتين) بالإضافة إلى أنها من جينات العائلة. وتستخدم أكواد هذه الصور في الإنسان في مستقبلات الشم وبروتينات زنك الإصبع والسلسلة الثقيلة للغلُوبولين. وفي بعض الأنواع الأخرى، كما في الأنواع الطفيلية، تتحمل أكواد الصور الخاصة بعامِل الفَوعَة مسئولية التباين المُسْتَضِدِّيّ وإفلات الجهاز المناعي. وعلى سبيل المثال، فإن الجينات التي تنتمي لعائلة الضَرْب في الأكواد المنجلية (عامل الملاريا) المتصورة تستخدم في البروتين الغشائي الكرياني المنجلي المتصور 1 (PfEMP1) وعامِل الفَوعَة الرئيس للطور الكرياني والموجودة في حيز التيلومير الفرعي. وفي المِثْقَبِيَّة البروسيَّة، فإن المستضدات السطحية الرئيسة والبروتين السكري السطحي المتغير (VSG) يقع أيضًا في المنطقة التيلوميرية الفرعية ويعد الجزيء الرئيس للإفلات المناعي والنجاح الطفيلي.

## الدلالة المرضية
يرتبط فقدان الحمض النووي التيلوميري من الحلقات المتكررة لانقسام الخلية بالشيخوخة أو تَشَيُّخ الخلايا الجسدية. وعلى النقيض، فإن خلايا خط إنتاشي والخلايا السرطانية تمتلك إنزيم التيلوميريز الذي يحد من تحلل التيلومير ويحافظ على تكامله مما يؤدي إلى ظهور هذه الأنواع من الخلايا التي تحيا لفترة طويلة.
وفي الإنسان، ويتجلى دور اضطرابات التيلومير الفرعي في علم الأمراض، كما هو الحال في الحَثَل العَضَلِيُّ الوَجْهِيُّ الكَتِفِيُّ العَضُدِيُّ FSHD الذي يعد صورة من صور الحَثَل العَضَلِيّ بالإضافة إلى مرض ال زهيمر والأمراض المتلازمة الشاذة (التشوه والتخلف العقلي).

## تحليل التيلومير الفرعي
تعد عملية تحليل التيلومير الفرعي خاصة تأسيس مرتسم للتيلومير في المريض أمرًا بالغ الصعوبة بسبب التسلسلات المتكررة وطول الامتدادات وعدم وجود قاعدة بيانات لهذا الموضوع. كما تعتبر هذه التقييدات الخاصة بالتسلسل الجزيئي المحدد لمنطقة التيلومير لكل صبغي تحديًا صعبًا لعلم الأحياء الجزيئي.

## وصلات خارجية
- The flow of genetic information—PDF file. See Table 5.5